# グレート・ノーザン鉄道ウェリントン雪崩事故
グレート・ノーザン鉄道ウェリントン雪崩事故（Wellington, Washington avalanche）は、1910年3月1日にアメリカ合衆国ワシントン州ウェリントン近郊で発生した列車脱線事故である。
猛吹雪のために2月24日から6日間にわたってウェリントン駅西側にある待避線で立ち往生していた列車2編成（第25列車、第27郵便列車）が、3月1日未明に発生した雪崩の直撃を受けて50メートル下の川に転落し、死者96名（乗客35人、鉄道職員及び労働者61人）、負傷者22名（乗客8人、鉄道職員及び労働者14人）の被害が出た。雪崩による列車事故では、アメリカ合衆国で最悪の被害を出したものである。

## 事故の経緯

### 事故前日まで

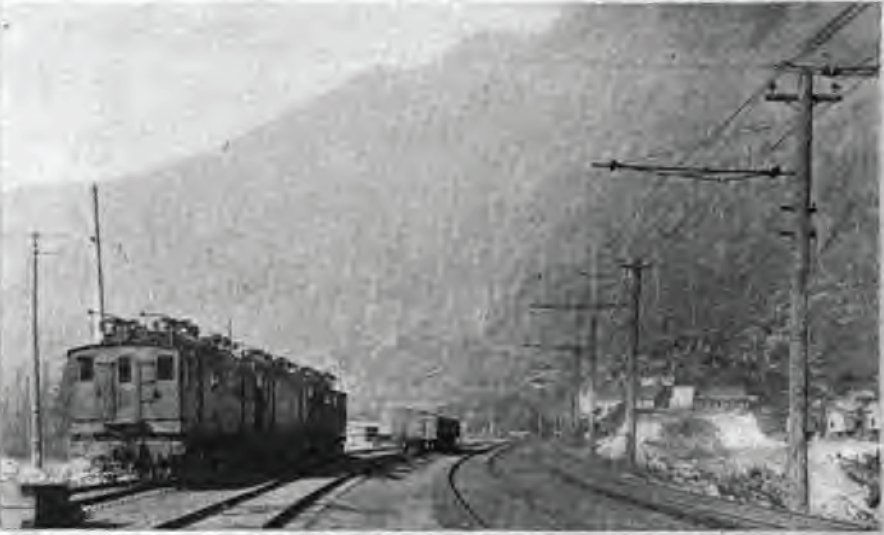
事故前のウェリントン駅付近

グレート・ノーザン鉄道は、ジェームズ・ジェローム・ヒルによって競合するノーザン・パシフィック鉄道のさらに北を走る大陸横断鉄道として建設が行われ、1893年1月に全通した。この事故の起こった路線はワシントン州のスポケーンからシアトルに至る部分（約500キロメートル）で、ワシントン州シェラン郡とキング郡の境にあるスティーヴンス峠（Stevens Pass）でカスケード山脈を横断していた。ウェリントンはスティーヴンス峠を貫通するカスケードトンネル西側出口の最寄駅として、1893年に建設されていた。
1910年は雪の多い年で、スティーヴンス峠一帯は豪雪に見舞われていた。2月21日に突然ものすごい吹雪が始まって1時間当たり30センチメートルも積もり、一晩中降雪が続いた。翌日も降雪の勢いは衰えず、鉄道保線の係員は線路の雪をどけるのが精いっぱいであった。
2月23日、この日は風が強く、気温も下がった。第25列車（5両編成）はワシントン州シェラン郡のレヴェンワース（Leavenworth）という町に到着し、第27郵便列車とともに除雪作業待ちで数時間停車した。同日遅く、2つの列車はカスケード・トンネル入り口でまた停車した。トンネルの入り口に烈風を原因とする雪の吹き溜まりができていた上に、電気回線まで故障していた。吹き溜まりの除雪に1日を費やした上、除雪中に降り積もった雪に埋められた列車を掘り出すのに数時間かかった。この日はカスケード山脈一帯で雪崩が数カ所で発生し、数人の犠牲者が記録されている。
2月24日も暴風は治まることなく、しかも非常に寒い日で、雪崩の発生回数も増えていた。第25列車と第27郵便列車は夜の8時頃にようやく動き出したが、カスケード・トンネル西口から約4キロメートル離れたところにあるウェリントンの街を約400メートル過ぎた地点で、またもや停車させられた。2列車は、ウェリントン駅西側にある待避線に並行して停車した。この地点では、降り積もった雪のせいで電柱の頭部分のみが辛うじて出ている状態だった上、厚さ8メートル、幅300メートルにも及ぶ大雪崩があったためにここから先の線路はまだ除雪されていなかった。この夜、上方にある滝付近から幅17.8メートルの小規模な雪崩が発生し、線路を乗り越えて炊事用の仮小屋を巻き込んで下方を流れるタイ川（Tye River）の峡谷に落ちた。この雪崩によって死者が2人出たが、仮小屋では24日当日に乗客55名が食事を3回摂っていたのだった。
2月25日、この日も吹雪と寒さが続き、ウェリントンでの積雪は3.7メートルに達していた。乗客はウェリントンの街まで出てホテルに赴き、そこで食事を摂った。乗客のうち何人かはウェリントンの駅で電報を打電した。列車の遅れに、乗客はいら立ちを募らせていた。この日の午後遅く、ロータリー車が翌日朝までに除雪するとの連絡が入り、車掌はこの知らせをすぐに列車内に伝えた。乗客は車掌に「なぜ列車をトンネルにバックさせないのか」と質問したが、車掌は今停車している地点が最も安全だと説明した。
2月26日も時折にわか雪が降り、1時間当たり30センチメートルの降雪が計測された。雪の吹き溜まりが6メートル以上の深さに達したところもあり、雪崩の発生音が時折聞こえ、夜になると風が激しくなった。列車は依然動くことができず、雪崩に挟まれたような状態のため前にも後にも進めなくなっていた。ロータリー車が除雪してもまた雪崩で埋められてしまうありさまで、ついには1台のロータリー車が前後を雪崩の挟み撃ちにあって動けなくなってしまった。乗客の1人が「安全なトンネルに列車を入れろ」と主張すれば、別の1人が「雪で入り口をふさがれたら煤煙で息が詰まる」などと反対する始末であった。午後になると、電信まで不通になった。乗務員たちは5日間も降りつのる雪と格闘して疲労困憊し、除雪作業は限界に来ていた。乗客の代表が、鉄道側の監督に「列車をトンネルあるいはトンネル近くの引き込み線に入れよ」と要求したが、監督はこの要求を拒絶した。拒絶の理由として、トンネル内の寒さと湿気及び煤煙の問題などがあった。トンネルの内部は両側に水が流れているため歩けないし、ウェリントンのホテルから食事を届けることもできない。トンネル近くの引き込み線上部の斜面はむしろ険しいので、現在地の方が安全だしロータリー車の救援も出ていると監督は乗客たちの説得に努めた。
2月27日、天候はまた悪化してこの年最後の大荒れとなった。この日はたまたま日曜日に当たり、第25列車に乗り合わせていた神父が乗客を集めてミサを執り行った。このミサによって、あまりの列車の遅れに苛立っていた乗客の感情もいくらか和らいだという。この日の朝のうちに鉄道側の監督は鉄道員2名とともにウェリントンの西約14キロメートルにあるシーニック（Scenic）という小さな町に徒歩で出発し、直後に乗客5名も後を追った。途中で鉄道員のうち1名が雪崩に遭遇して約300メートル以上も流される事故に遭ったが幸いにして命に別状はなく、この時は全員シーニックに辿り着くことができた。
ウェリントンにいる労働者たちは、賃金割増が認められなかったため作業を拒否してストライキに入った。ウェリントンの東側で雪に閉じ込められて動きのとれなくなったロータリー車の機関士たちは、18キロメートルに及ぶ雪道を歩いてウェリントンに辿り着いた。機関士たちはウェリントンへの途中で、至るところで雪崩の現場を見たことを報告した。午後になると、乗客たちの耳に発生頻度を増した雪崩の轟音が響くようになった。乗客の1人も煙草を購入するためにウェリントンのホテルまで出かけたが、雪崩がまさに発生する瞬間を目撃して大きなショックを受けた。この日遅くに、雪はみぞれに変わって薄く積もった。
2月28日は、列車が待避線に停まってから4日目の日であった。乗客のうち7名と鉄道員4名が、シーニックに向かって出発した。気温は上がり、みぞれが夜半まで降り続いた。乗客たちは寒波が去ったと考えて、この天候の変化を喜んでいた。夜になると嵐はやんで、暖かく湿った西南風が吹き始め、やがて雨に変わった。この時点で雪の吹き溜まりは、場所によって7メートルの深さに達していた。

### 事故の発生

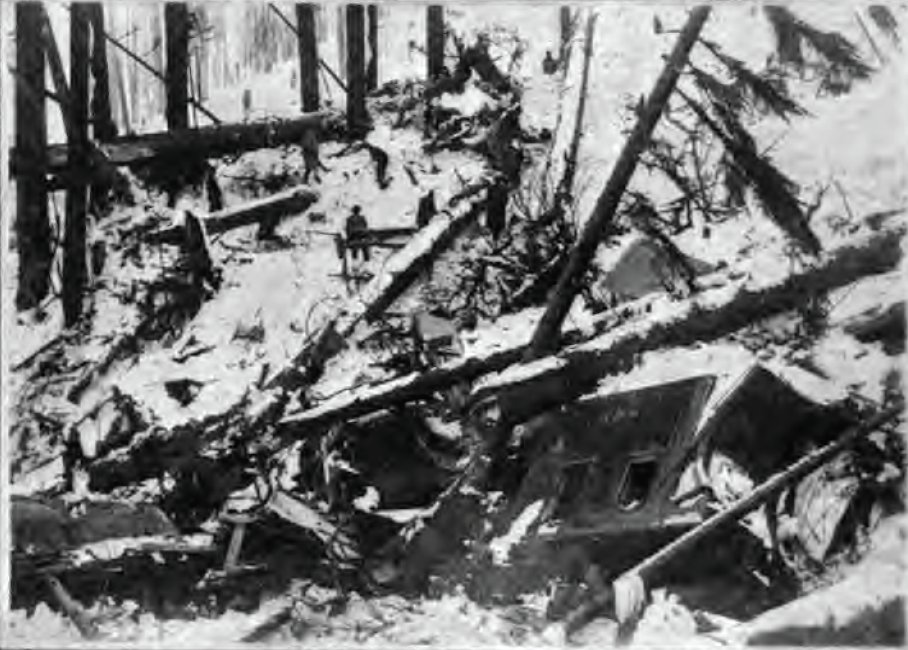
雪崩被害の様子（1910年）

3月1日、日付が変わって人々が列車内で寝静まっていた中、1時20分に雪崩が発生。待避線上部にある山の斜面が発生源で、列車2編成（第25列車、第27郵便列車）、蒸気機関車3両、電気機関車4両、ロータリー車1両、有蓋貨車数両、機関庫1棟、水道塔1基、その他電柱や架線などの構造物が約50 m下のタイ川の峡谷に押し流される大惨事となった。
事故時の状況について、生存者は次のような証言を残している。
事故の原因となった雪崩は、幅470 m、長さ700 mを超えるものであった。ウェリントンの街は、この雪崩の被害を受けなかった。列車の救助に駆けつけた人々は、客車1両の端部分、ロータリー車の羽根と側面、さらに仮小屋の屋根だけが雪の中から現れているのを目の当たりにした。
待避線上の斜面は長さ700 m、さらに峡谷の底までは50 mあり、以前発生した山火事が原因で、立ち木などの雪を止めるような物体はほとんど焼き払われていた。この地域に鉄道が開通してから雪崩は1度も起きたことがなく、100年もしくは200年に1度発生するかどうかの大規模な「クライマックス雪崩」というもので、その点では不運な事故であったといえる。しかし、事故発生前には連日の猛吹雪、近隣での雪崩の頻発、気温の急上昇による積雪の緩みなど、その予兆ともいえる現象は度々発生していた。しかし、それらが無視された結果として、このような大惨事の発生につながった。
なお、『事故の鉄道史』（1993年）でこの事故を取り上げた網谷りょういちは、3.7 mという積雪深について「日本の感覚としてはさほど驚く数字ではない」と評している。網谷は「雪については、日本と外国とではまったく性質が異なるように思える」と指摘し、豪雪地帯を走る路線として知られる飯山線の森宮野原駅（長野県下水内郡栄村）の例を挙げた。この駅では、最深積雪7.85 m（1945年2月12日）を記録している。網谷はその上で「日本の雪は、その量の多さにくらべて、雪崩はあまり起こらないようである」と結論を述べている。

### 救助活動と復旧
救助隊員たちは吹きつける雨の中で救助作業を開始したが、作業は困難をきわめた。降雨のせいで雪崩による2次災害の危険性が増大し、列車の残骸などは固くなった雪にすっかり覆われていた。救助隊員たちはそれでも作業を続行し、遺体に混じって時折生存者が発見され始めた。
6時間後、合計14名が助け出された後に、鉄道員3名も助け出された。事故発生から7時間以上が経過した午前8時30分頃、救助隊員たちの耳に何かをたたく音がかすかに届いた。郵便列車の端が見つかり、そこから4名の鉄道員が無傷で救助された。その後は遺体と車両の残骸が見つかるばかりで、事故発生から12時間近くが経過した。もう生存者が見つかる望みはないと救助隊員たちが諦めかけて休息を取っていると、「小猫の鳴声のような音」が聞こえた。急いでその付近を掘り返すと、木の幹の下敷きになって息絶え絶えの状態の婦人が発見された。この婦人が最後に発見された生存者で、合計22名（乗客8人、鉄道職員及び労働者14人）が救助された。
救助の本隊は、午後1時にシーニックの街に到着した。全遺体の収容作業を完了したのは3月8日または9日であったが、雪解け後にさらに1名の遺体が発見されて死亡者の総数は96名（乗客35人、鉄道職員及び労働者61人）を記録した。網谷は『事故の鉄道史』で「航空事故並みの高い犠牲者の比率」と指摘している。この事故はアメリカ合衆国における雪崩事故被害の最悪のものとなった。
不通になっていたグレート・ノーザン鉄道の路線は、3月9日にウェリントン側のみ開通した。シーニック方面への開通は、3月12日にずれ込んだ。3月13日の朝、再び現場付近で雪崩が発生してロータリーが谷に転落し、1名が死亡した。なお、カナダ・ブリティッシュコロンビア州でも同年3月4日にカナダ太平洋鉄道で雪崩により63名の死者が出る事故が発生している。(1910 Rogers Pass avalanche （英語）)

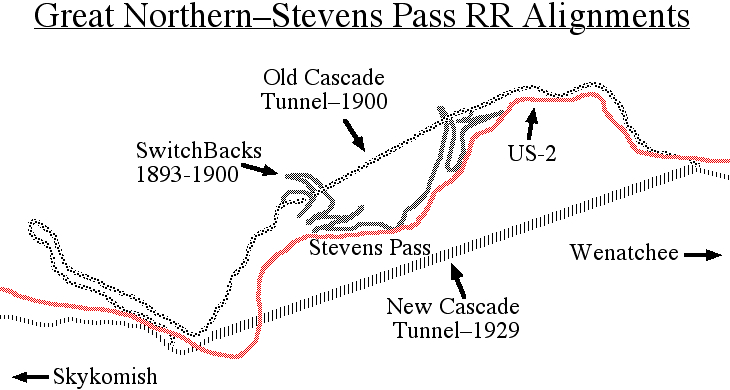
新旧ルートの比較
_{太い灰色の線が新ルート・細い線が旧ルート・赤線が国道2号}

### その後
ウェリントンはその後、タイ川にちなんで街の名を「タイ」(Tye) と改称した。1910年の夏には、グレート・ノーザン鉄道は150万ドルの費用を投じてスノーシェッドをさらに2キロメートル近く延伸した。しかし、1929年にグレート・ノーザン鉄道はスティーヴンス峠を通る路線を放棄して、60キロメートル離れた地点に新しい路線を建設した。
新路線建設とともに、ウェリントンの街も放棄されてゴーストタウンと化した。街並みは最終的に燃やされたが、線路の跡や古いスノーシェッドなどはいまだに残っていて、スティーヴンス峠近くやシーニック近くなどの国道2号線から容易に行くことができるという。